# Friedrich Heimler
Friedrich Heimler SDB – in Brasilien auch Frederico, in Deutschland Fritz genannt (* 17. Februar 1942 in Unterlammerthal, Landkreis Amberg-Sulzbach, Oberpfalz; † 7. November 2018 in Campo Grande, Mato Grosso do Sul, Brasilien) war ein deutscher römisch-katholischer Ordensgeistlicher, Missionar und Bischof von Cruz Alta.

## Leben
Nach seinem Noviziat legte er am 15. August 1960 die erste Profess ab. Nach seinem Studium der Philosophie und Theologie empfing er am 12. Juli 1970 die Priesterweihe.
Am 9. Dezember 1998 wurde er durch Papst Johannes Paul II. zum Koadjutorbischof von Umarama ernannt. Die Bischofsweihe spendete ihm der Erzbischof von Campo Grande, Vitório Pavanello SDB,  am 31. Januar 1999 des folgenden Jahres. Mitkonsekratoren waren der Bischof von Guarapuava, Giovanni Zerbini SDB, und der Bischof von Corumbá, José Alves da Costa DC.
Am 8. Mai 2002 ernannte ihn Papst Johannes Paul II. zum Bischof von Cruz Alta. Papst Franziskus nahm am 11. Juni 2014 seinen vorzeitigen Rücktritt an.